# Смерть Дракулы (фильм, 1921)
«Дра́кула», или «Смерть Дра́кулы» (венг. Drakula halála), — венгерский немой фильм ужасов режиссёра Кароя Лайтаи, выпущенный в 1921 году. Фильм не является адаптацией романа «Дракула» ирландского писателя Брэма Стокера, но рассказывает о придуманном им вампире. Роль Дракулы исполнил австрийский актёр Пауль Асконас, главную героиню Мэри Лэнд сыграла Маргит Люкс. В качестве исполнительницы главной роли некоторые источники указывают сербскую актрису Лену Мил, но на всех сохранившихся кадрах из фильма фигурирует Маргарет Люкс. Одним из сценаристов фильма выступил Майкл Кёртис, который, эмигрировав в 1926 году в США, стал впоследствии лауреатом премии «Оскар».
Фильм считается утраченным, сохранились лишь несколько кадров. Возможно, это первый фильм, в основе которого лежал роман «Дракула», но в ряде источников упоминается возможно несуществующая, не сохранившаяся до наших дней экранизация, снятая в России в 1920 году. В 1924 году на основе фильма Лайош Панцель выпустил повесть, по которой можно составить представление о содержании картины.

## Сюжет на основании повести

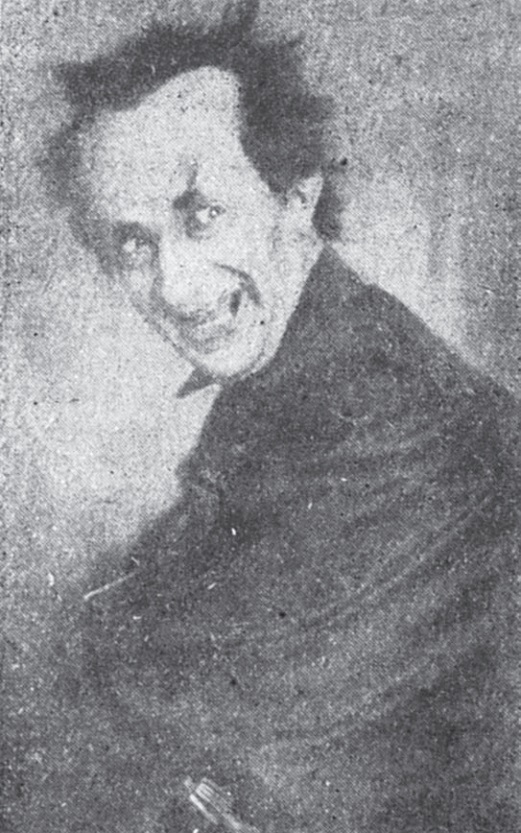
Фотография из венгерского киножурнала 1921 года. Пауль Асконас в роли Дракулы

Шестнадцатилетняя бедная швея Мэри Лэнд живёт в небольшой альпийской деревне, затерянной в заснеженных горах. Внезапная болезнь недавно лишила её матери, опечаленный горем отчим потерял рассудок и находится в психиатрической лечебнице. От еженедельных визитов дочери ему становится немного легче. Мэри неравнодушна к Джорджу Марлупу — храброму лесничему, проживающему в соседней деревне. Возлюбленные встречаются, а затем вместе украшают рождественскую ёлку. Неожиданно Мэри получает письмо от доктора Фейнера — директора и главного врача психиатрической лечебницы, в котором говорится, что состояние её отца ухудшилось. Мэри с Джорджем в полночь направляются молиться об исцелении мистера Лэнда в маленькую часовню. После службы Джордж провожает Мэри, целует свою возлюбленную и отправляется к себе домой.

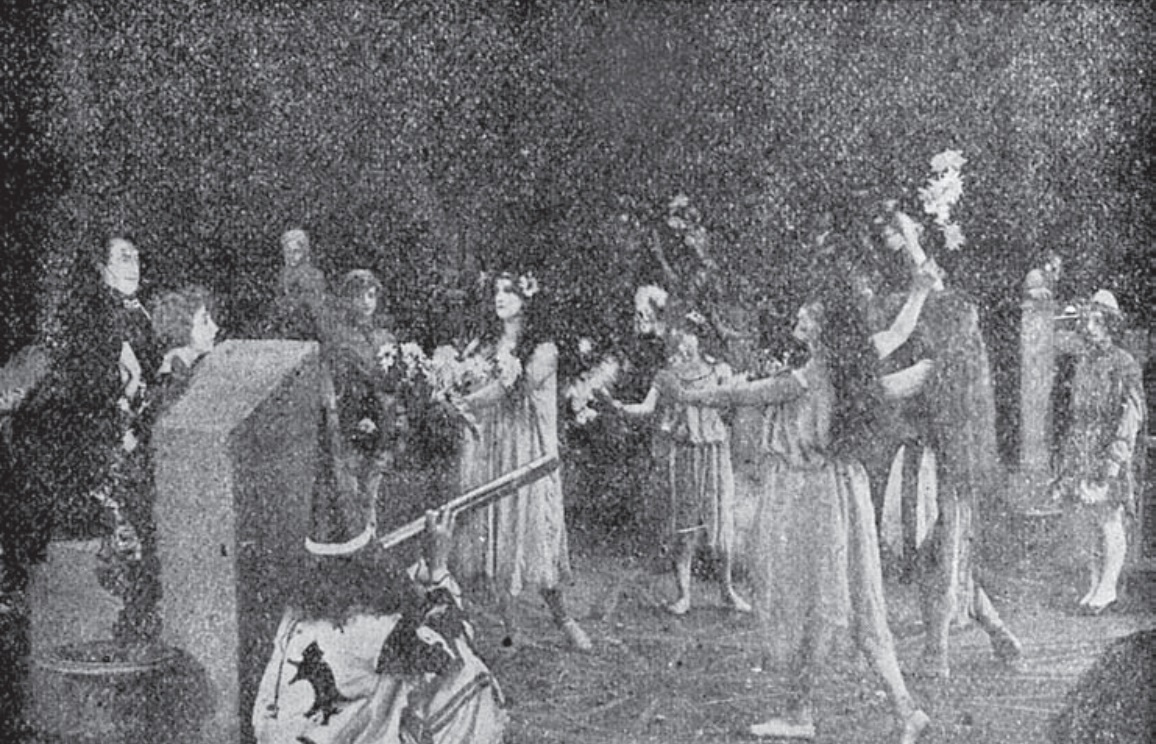
Пауль Асконас (слева). Вероятно, сцена свадьбы между Дракулой и Мери Лэнд

Позже Доктор Тиллнер проводит Мэри, чтобы она могла повидаться со своим отцом. В это время молодая швея пугается теней, отдалённо напоминающих человеческие, которые медленно приближаются к ней. Выйдя из тени, высокий измождённый человек с густыми волосами и «лицом, похожим на Вельзевула», пристально смотрит на Мэри чёрными хищными глазами. По словам доктора Тиллнера, этот человек был талантливым музыкантом, но сошёл с ума и теперь постоянно ходит в чёрном плаще, даже спит, не снимая его. Тиллнер признаёт, что не может вылечить странного больного. Преодолевая свой страх, Мэри подходит к человеку, который мрачно улыбается ей. Она пытается оживить свои школьные воспоминания пятилетней давности и понимает, что человек очень похож на музыканта, который учил её петь. Мэри старается заговорить с ним: «Попытайтесь вспомнить мастер… я была там, во втором ряду… вы гладили мои волосы в знак одобрения…». Предполагаемый музыкант говорит, что не помнит об этом, и с гордостью заявляет, что он — «бессмертный Дракула», который живёт уже более тысячи лет. Потрясенную этой встречей девушку похищают два пациента, которые думают, что они врачи. Они привязывают девушку к столу и хотят провести ей операцию на глазах, но в комнату врываются настоящие врачи и развязывают Мэри. После они отводят её в комнату к отчиму, и он умирает у неё на руках.
Мэри Лэнд ночует в больнице и ей снится страшный сон. Учитель музыки, который теперь называет себя Дракулой, похищает её и приводит в свой замок. Двенадцать невест собираются вокруг неё и сопровождают девушку на церемонию бракосочетания. Мэри понимает, что она будет новой невестой Дракулы. В последний момент Мэри поднимает распятие, которое она носит на шее. «Крест! Крест!» — кричит Дракула и отступает. Мэри выбегает из замка в лес. Замёрзшую Мэри находят добрые жители деревни и вызывают врача. Пока она находится на грани между жизнью и смертью, к её кровати приближается Дракула и начинает гипнотизировать её. В это время в деревню приезжает доктор вызванный жителями и помогает Мэри выбраться из транса. Она резко встаёт, на пол падает лампа и весь дом загорается, а девушка опять выбегает на улицу и просыпается в больнице. Мэри не может понять, это был всего лишь сон или реальность.
В это время сумасшедшие пациенты играют в саду больницы. «Весёлый человек» в остроконечной шляпе и толстых очках, нашел заряженный пистолет. Он нацеливает его на Дракулу, который, видя шанс доказать свое бессмертие, просит человека с пистолетом нажать на курок. Звучит выстрел, пуля попадает в сердце, из раны льётся кровь и оставляет яркий след на снегу. Мэри становится лучше, к ней приезжает её жених Джордж, чтобы забрать девушку домой. Они видят как на носилках выносят тело Дракулы. Из кармана покойника выпадает тетрадь, которая называется «Дневник моей бессмертной жизни и приключений». Мэри не хочет видеть дневник, а Джордж выбрасывает его. Мэри так и не рассказывает возлюбленному о своём видении и до сих пор не может понять, была ли это реальность или просто сон.

## История создания и производство

### Подготовка
|                                                                                                 |  |
| Портрет Кароя Лайтаи, нарисованный неизвестным художником, и сохранившаяся фотография режиссёра |  |

«Носферату. Симфония ужаса», снятый в 1923 году Фридрихом Вильгельмом Мурнау в Германии, долгое время считался первой экранизацией романа «Дракула», при этом режиссёр не смог получить права на экранизацию книги от вдовы писателя.
Долгое время не было никакого документального подтверждения того, что фильм «Смерть Дракулы» существовал. Но в 1994 и 1996 годах в Будапештской национальной библиотеке были обнаружены кадры и рекламные статьи фильма. Благодаря этой находке также удалось узнать, что постановщиком фильма был венгерский режиссёр Карой Лайтаи, который за всю карьеру снял около восьми фильмов, ни один из которых не сохранился, а «Смерть Дракулы» является одним из последних фильмов режиссёра. Фильм был немым, как все картины того периода. Лайтаи был важной фигурой в венгерской киноиндустрии в 1910-х годах. Помимо режиссёрской деятельности он написал несколько сценариев, выступил продюсером пары фильмов, а также снялся примерно в четырнадцати фильмах, в частности, у Альфреда Деэши в фильме «Свадебная песня» (1918) вместе с Белой Лугоши.
Венгерское издание Képes Mozivilág в 1921 году выпустило заметку о создании фильма: «Около двадцати лет назад роман Уэллса „Дракула“, одна из его самых интересных и захватывающих историй, был опубликован в нескольких частях в Budapesti Hírlap, а затем издан полноценной книгой. В то время роман был высоко оценён, потому что читатель был полностью поглощён его захватывающим сюжетом, в котором было так много неожиданных поворотов». Хотя в публикации ошибочно автором был назван Уэллс, а не Стокер, в ней также говорилось, что Лайтаи намеревался перенести «основные идеи» «Дракулы» на экран. Даже если бы фильм не стал прямой экранизацией романа, «Смерть Дракулы» в значительной степени опирался бы на него в плане каких-то сюжетных идей. По словам Лайтаи, сценарий был написан в 1920 году. Он писал его совместно с Михаем Кертесом, который впоследствии эмигрировал в США и прославился как режиссёр под псевдонимом Майкл Кёртис. Он получил «Оскар» за лучшую режиссуру за фильм «Касабланка» и снял за свою карьеру более 160 фильмов. Ещё до работы над «Смертью Дракулы» Кёртис снял фильм «99» (1918), в котором ему удалось поработать с Лугоши. По мнению киноведа Гари Родса, сюжетно фильм в значительной степени опирался на более раннюю картину Роберта Вине «Кабинет доктора Калигари» (1920).
По словам актрисы Марии Сепеш, которая снималась в фильме Лайтаи «Фрейлина» (1923), но «Смерть Дракулы» не видела — «…это не мог быть очень хороший фильм [о „Смерти Дракулы“].» Так она вспоминает о знакомстве с режиссёром: «Лайтаи был полон обещаний о том, что его следующий фильм будет иметь огромный успех. Он был отличным болтуном… Он больше был заинтересован лошадьми, выпивкой и женщинами, чем попытками поставить хорошую сцену».

### Актёры и съёмочная группа

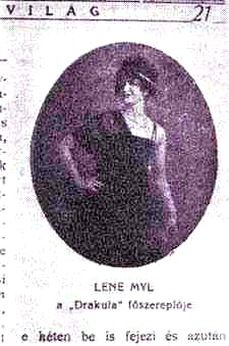
Фотография из венгерского киножурнала 1921 года с информацией о том, что в фильме будет сниматься Лене Миль

Над производством фильма «Смерть Дракулы» работали студии трёх стран: Венгрии, Австрии и Франции. Фильм был снят на студии Lapa Film Studio. В конце 1920 года Лайтаи посетил Будапешт, чтобы арендовать помещение на Corvin Film Studio для съёмок фильма под рабочим названием «Дракула». К тому времени театральный журнал Színházi Élet отметил, что Лайтаи был одним из нескольких знаменитых венгров, покинувших будапештскую киноиндустрию и уехавших в Вену. В интервью тому же изданию Лайтаи сказал: «Кинопроизводство в Вене практически находится под венгерским контролем, потому что венгерские режиссёры доминируют в этой индустрии. Корда и Кертес добились там огромного успеха… Сейчас я снимаю свой фильм под названием „Дракула“ [для венской компании]». Лайтаи нанял Эдуарда Хеша, которого он назвал «лучшим оператором в Вене». Хеш снимал интерьеры фильма, хотя, судя по более поздним записям, он был лишь одним из двух кинооператоров, работавших над фильмом. Вторым был Лайош Гассер, который ранее снимал фильм Лайтаи «Фрёкен Юлия» (1919). Имена других членов съёмочной группы не сохранились.
На роль Дракулы был приглашён австрийский актёр Пауль Асконас, член Немецкого народного театра в Вене. Ранее он исполнял роль Свенгали в фильме Якоба и Луизы Флек «Трильби» (1912). После Дракулы он сыграл в фильмах у таких режиссёров, как Макс Нойфельд и Роберт Вине. Дежё Кертес исполнил роль молодого мужчины Джорджа, а Маргарет Люкс досталась главная женская роль Мэри Лэнд. Ранее Люкс сыграла роль второго плана в фильме Михая Кертеса «Дьявол» (1918), после чего снялась в его фильмах «Магический круг» (1919) и «Лу, кокот» (1919). Появление Маргарет Люкс в «Смерти Дракулы» стало предметом небольшого спора, поскольку в январском номере журнала Képes Mozivilág за 1921 год утверждалось, что сербская актриса Лене Мил (настоящее имя которой Милена Павлович) будет играть главную женскую роль. В журнале отметили её «впечатляющую внешность» и даже сказали, что она «обеспечит успех» фильму. Хотя Мил была практически неизвестна, она снималась в небольших ролях на киностудиях в Риме и Берлине. Лайтаи мог заметить её в австрийском фильме «Королева Драга» (1920), в котором она играла роль второго плана вместе с Асконасом. Однако во всех последующих публикациях с 1921 по 1923 год утверждалось, что Люкс, а не Мил играла Мэри Лэнд. Более того, на рекламном снимке фильма, опубликованном в Szinház és Mozi в 1921 году, Люкс изображена вместе с Асконасом; в подписи к снимку указано, что Люкс играет Мэри. Возможно, некоторые изменения в актёрском составе произошли во время производства фильма, но не менее, если не более вероятно, что Képes Mozivilág — то же самое издание, которое ошибочно утверждало, что Уэллс написал роман «Дракула», — просто допустило ошибку. Весьма вероятным, что Люкс исполнила роль Мэри Лэнд, а Мил — какую-то другую, менее значительную роль. Например, в 1921 году Лайтаи действительно говорил: «Главные роли исполняют Маргарет Люкс, Лене Мил и Асконас». В списке актёров, опубликованном около 1924 года Лайошем Панцелем, Люкс также указана в роли Мэри Лэнд, а Лене Мил отведена небольшая, неназванная роль. Учитывая сюжетную линию «Смерти Дракулы», Мил, скорее всего, предстала либо в роли медсестры, либо — что более вероятно, если сохранившаяся рекламная фотография, сделанная для фильма, точно отражает её экранный костюм — в роли одной из невест Дракулы.
Ещё в фильме снялся Лайош Ретеи, который также успел сняться у Кертеса в «99» (1918). Из известных на то время актёров в съёмках приняли участие Карл Гёц, Элемер Тури, который снимался в венгерских фильмах по крайней мере с 1912 года, и Аладар Ихас, который снялся в небольшом количестве фильмов в 1913—1944 годах. Карл Гетц и Пауль Асконас были австрийцами, остальные актёры и команда были венграми.

### Съёмки

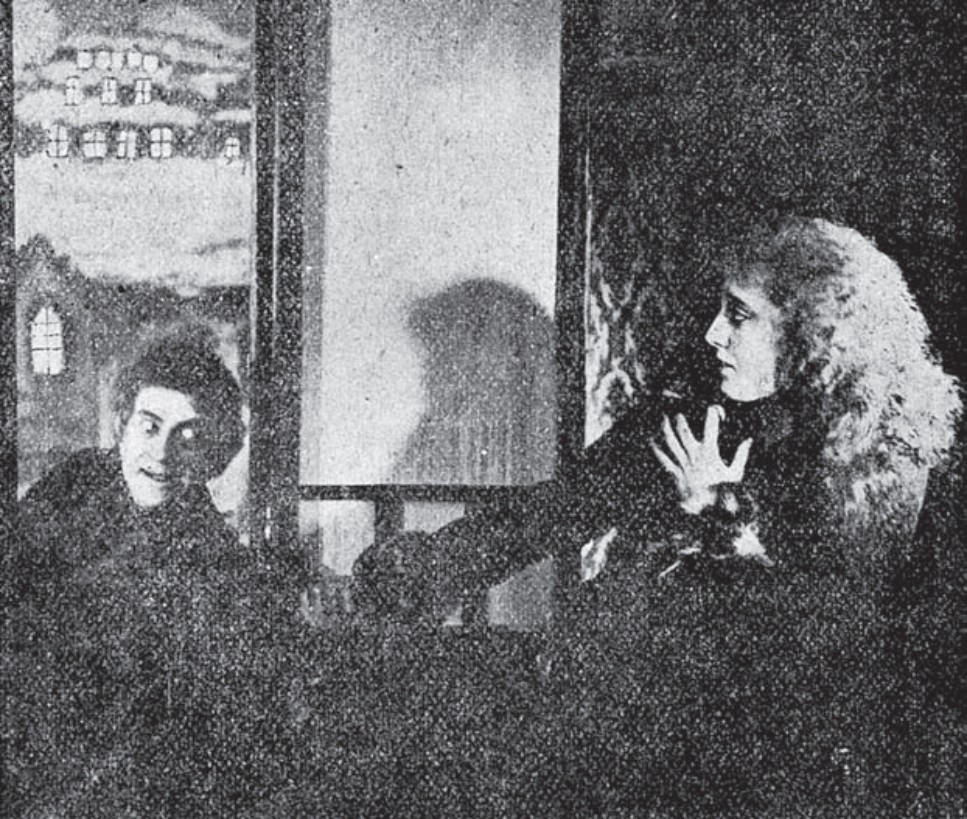
Пауль Асконас и Маргарет Люкс в фильме «Смерть Дракулы»

В декабре 1920 года Лайтаи снял некоторые экстерьеры фильма в Вене и её окрестностях, в том числе в деревне Мельк. В следующем месяце, начиная со 2 января 1921 года, он снимал внутренние сцены на Corvin Film Studio в Будапеште, которая, по его мнению, была «оборудована лучше, чем любая студия в Вене». На студии Corvin была снята и масштабная сцена свадьбы Дракулы со своей новой невестой Мэри Лэнд. После этого он вернулся в Вену, чтобы снять дополнительные экстерьеры в близлежащей долине Вахау.

### Релиз
Предположительно, премьера фильма могла состояться в феврале 1921 года, однако в торговых изданиях или газетах никаких данных об этом не обнаружено. Согласно списку «Календаря событий» в апрельском номере журнала Mozi és Film за 1923 год, дистрибьютор Jenö Tuchten впервые представил венгерским зрителям «Смерть Дракулы» 14 апреля 1923 года. На тот момент длина плёнки фильма составляла 1 448 метров. В том же номере журнала Mozi és Film рекламировались показы в Будапеште 12 и 19 мая. Во время выхода фильма он был также известен под названиями A vámpir násza и Marriage of the Vampire.
Плакат фильма не сохранился, но вампир на обложке книги с адаптацией сценария очень похож на актёра Пауля Асконаса в гриме Дракулы. Это даёт основание полагать, что и плакат фильма был с таким же рисунком. На рисунке вампир изображён с клыками, но показывались ли клыки вампира в фильме не известно.
До сих пор не обнаружено никаких свидетельств того, что «Смерть Дракулы» когда-либо переиздавался в Венгрии или демонстрировался в какой-либо другой стране. Возможно, он мог выйти под другим названием. Филолог, критик и киновед Гари Родс утверждает, что после весны 1923 года фильм исчез из венгерских и австрийских залов, и далее о нём ничего не было известно. В то время как киновед Джон Л. Флинн больше склоняется к версии о том, что фильм был утерян после Второй мировой войны. От фильма до наших дней дошли только два кадра и один портрет актёра Пауля Асканоса в гриме в образе Графа Дракулы.

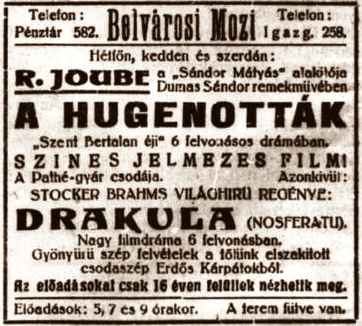
Сохранившаяся информация о показе фильма в 1922 году
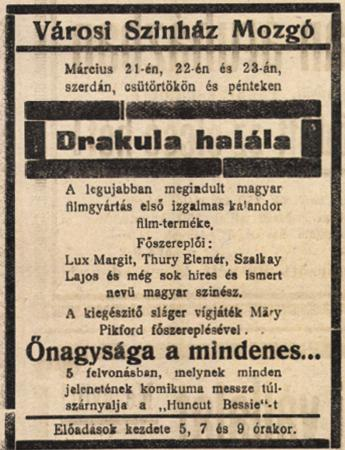
Сохранившаяся информация о первом показе фильма 21 марта 1923 года, в городе Эстергом, что в 65 милях от Будапешта
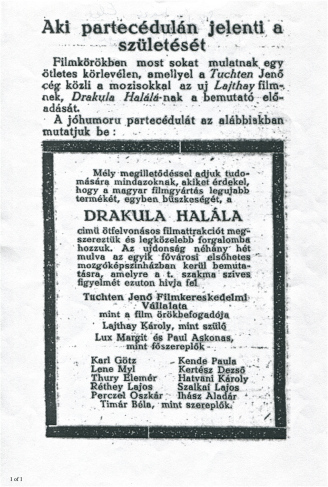
Объявление из журнала, рекламирующее фильм

### Критика
В одной из немногочисленных венгерских рецензий на фильм критик писал, что фильму «суждено стать сенсационным». Он также писал, что о сюжете фильма лучше вообще не рассказывать, так как он передаёт «необычайное волнение».

### Русская экранизация «Дракулы»
Позже появилась информация о ещё одной, более ранней экранизации романа, снятой уже в России в 1920 году. На страницах своей книги «Энциклопедия вампиров» Джон Гордон Мелтон пишет:
Первыми фильмами, которые пытались перенести роман «Дракула» на экран, как считается, были два немых фильма, сделанных в России (1920) и в Венгрии (1921), но ни одна из копий не сохранилась.

По различным данным, существовала российская экранизация «Дракулы» 1920 года, снятая в Ялте, так же как и венгерская 1921 года, она считается не сохранившейся. Режиссуру данного фильма приписывали таким режиссёрам как Виктор Туржанский и Юрий Ивароно, а оператором предположительно мог выступить Игорь Малло (возможно Александр Малло). В одном из личных писем киновед и хранитель Госфильмофонда Георгий Александрович Авенариус упоминает фильм. В 2018 году появилась новость, будто бы в 2013 году на территории бывшей Югославии были обнаружены фрагменты фильма, которые были отправлены на реставрацию в Германию. А в 2013 году на видеохостинге YouTube появился якобы сохранившийся отрывок из российской экранизации продолжительностью 198 секунд. Долгое время никакой информации, подтверждающей или опровергающей достоверность этого ролика, не было, но позже детальный разбор видеоотрывка показал, что ролик является подделкой. На сегодня нет никаких доказательств того, что данный фильм когда-то вообще существовал.

## Влияние

Бела Лугоши на рекламном промо-кадре к фильму «Дракула» (1931), похож на постер фильма «Смерть Дракулы» (1921)

Киновед Енё Фаркаш в 1997 году нашёл в Национальной библиотеке в Венгрии книгу под названием «The Death of Drakula», которая была выпущена в 1924 году. Текст книги является адаптированным сценарием фильма. По версии Родса, книга называлась «Drakula halála» и была издана в Тимишоаре, а написана венгерским писателем, сценаристом, другом Лугоши Лайошем Панцелем. Родс выдвигает гипотезу о возможности существования других изданий до 1924 года, датируемых 1921—1923 годами, однако документального подтверждения этому нет.

## В ролях
| Актёр             | Актёр (венг.)      | Роль                | Роль (англ.)                   |
| ----------------- | ------------------ | ------------------- | ------------------------------ |
| Пауль Асконас     | Paul Askonas       | Граф Дракула        | англ. Count Dracula            |
| Карл Гёц          | Carl Goetz         | весельчак           | англ. Funnyman                 |
| Карой Хатвани     | Károly Hatvani     |                     |                                |
| Анна Мари Хегенер | Anna Marie Hegener |                     |                                |
| Аладар Ихас       | Aladár Ihász       | помощник весельчака | англ. The funnyman's assistant |
| Паула Кенде       | Paula Kende        |                     |                                |
| Кертес, Дежё      | Dezsö Kertész      | Джордж              | англ. George                   |
| Маргит Люкс       | Margit Lux         | Мэри Лэнд           | англ. Mary Land                |
| Лене Миль         | Lene Myl           |                     |                                |
| Оскар Перцель     | Oszkár Perczel     |                     |                                |
| Лайош Ретеи       | Lajos Réthey       | подставной врач     | англ. The fake-doctor          |
| Соня Магда        | Magda Sonja        |                     |                                |
| Лайош Салькаи     | Lajos Szalkai      |                     |                                |
| Элемер Тури       | Elemér Thury       | Врач                | англ. Doctor                   |
| Бела Тимар        | Béla Tímár         |                     |                                |